# کتابخانه عمومی نمسان
کتابخانه عمومی نمسان (Namsan Public Library) یک کتابخانه واقع در یونگ سان گو در نزدیکی کوه نمسان سئول، کره جنوبی است. تأسیس آن در ۲۲ اکتبر ۱۹۲۲، در زمان اشغال ژاپن بوده‌است. این کتابخانه دارای منابع متنوعی از کتاب‌های تاریخی باستان، کتاب‌های ژاپنی و کتاب‌های فناوری دیجیتال معاصر است.
کاربران اصلی کتابخانه عمومی نمسان بزرگسالان هستند. همچنین کتابخانه عمومی نمسان اتاق ویژه ای را برای کودکان خانواده‌های چندفرهنگی اختصاص داده‌است.

## نگارخانه

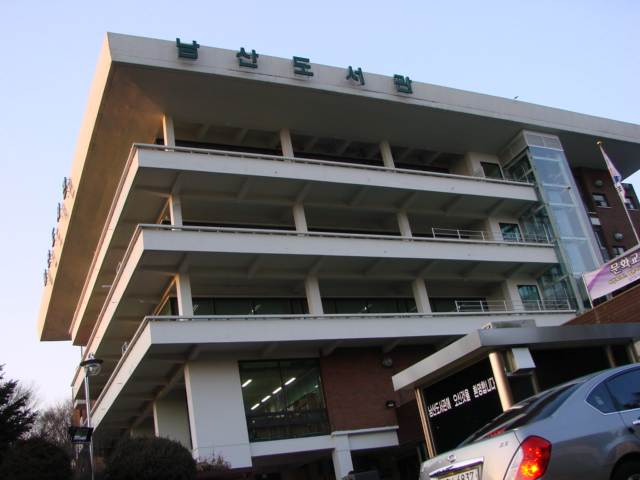
نمایی از ساختمان کتابخانه عمومی نمسان - ۲۰۰۹

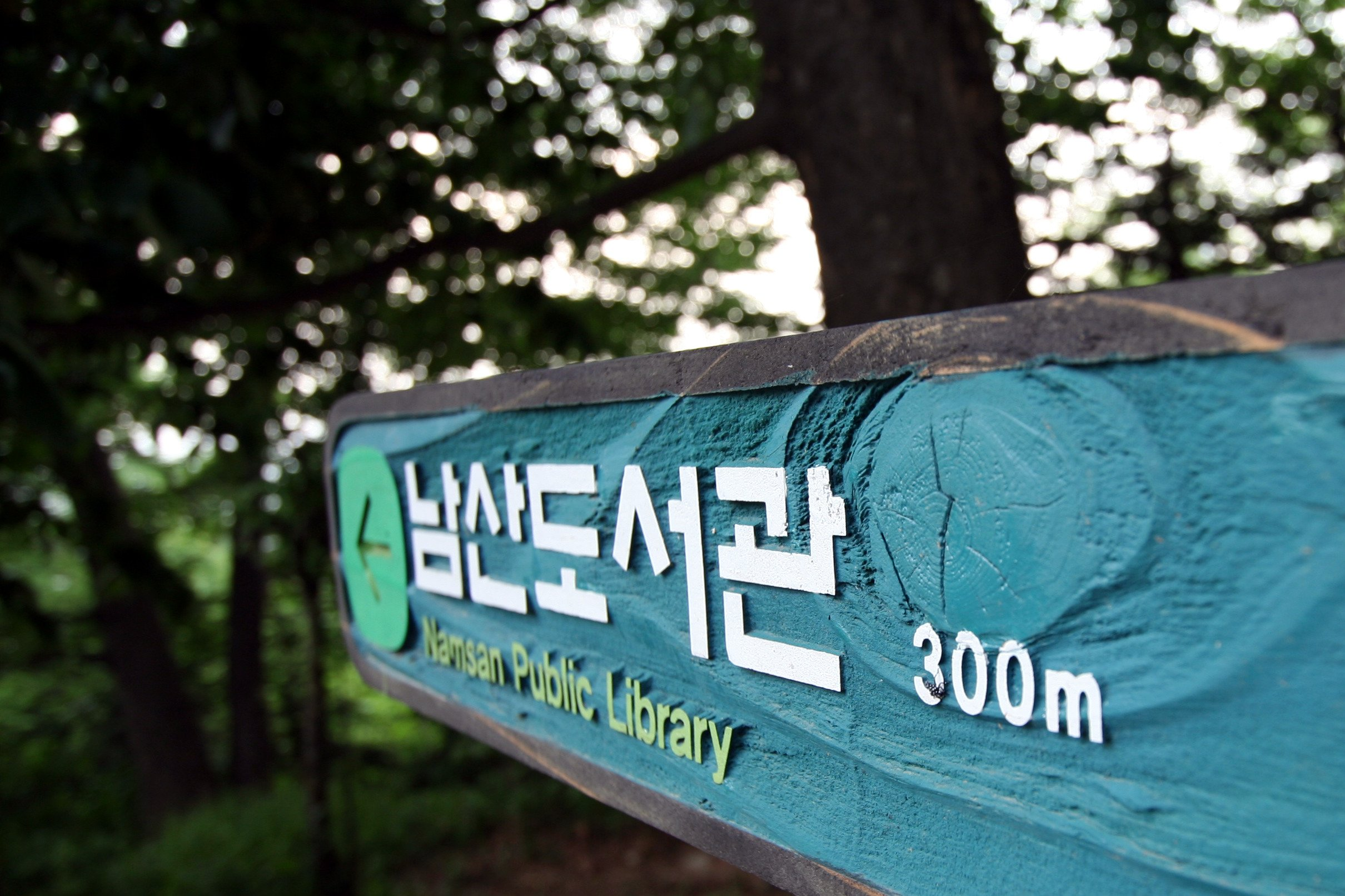
نمایی از تابلوی مجتمع کتابخانه عمومی نمسان - ۲۰۰۸